# Hippoporina elegans
Hippoporina elegans is een mosdiertjessoort uit de familie van de Bitectiporidae. De wetenschappelijke naam van de soort is, als Lepralia elegans, voor het eerst geldig gepubliceerd in 1860 door MacGillivray.